# محافظة طوباس
محافظة طوباس ويُطلق عليها أيضًا محافظة طوباس والأغوار الشمالية  هي محافظة فلسطينية، مركزها مدينة طوباس. تقع شمال شرق الضفة الغربية التابعة للسلطة الفلسطينية، حيث يحاذيها نهر الأردن والحدود الأردنية من الشرق، وكل من محافظة جنين ومحافظة نابلس من الغرب، ومحافظة أريحا من الجنوب، والخط الأخضر من الشمال. بلغ عدد سكانها في 2007 حوالي 50,267 نسمة.
تشكّل المنطقة الشمالية لغور الأردن جزءاً كبيرًا من أراضي هذه المحافظة، لذا يُطلق عليها اسم «الأغوار الشمالية». تجدر الإشارة إلى أن معظم هذه الأراضي تم الاتفاق على أن تكون ضمن فئة «ج» في اتفاق أوسلو المُوقع عام 1993 بين منظمة التحرير الفلسطينية وإسرائيل، حيث تخضع للإدارة الإسرائيلية الكاملة، كما يعاني أهالي القرى الفلسطينية التابعة لها بشكل دائم من مصادرة الأراضي والمنازل وهدمها.

## التجمعات السكانية
يوجد 23 تجمع سكاني ضمن التقسيم الإداري لمحافظة طوباس، من مدن وقرى وبلديات ومخيمات، بالإضافة إلى عدد من المستوطنات الزراعية الإسرائيلية، والتي تم بناؤها بعد احتلال الضفة الغربية في عام 1967.

### مدن
- طوباس

### بلديات
- عقابا
- طمون

### مجالس قروية
- بردلا
- عين البيضة
- كردلا
- راس الفارعة
- تياسير
- وادي الفارعة

### مخيمات لاجئين
- مخيم الفارعة

## المحافظون
| الرقم | الاسم                     | تاريخ البدء    | تاريخ الانتهاء | ملاحظات               |
| ----- | ------------------------- | -------------- | -------------- | --------------------- |
| 1     | سامي فايز خليل مسلم       | 20 نوفمبر 2007 | 28 فبراير 2010 |                       |
| 2     | مروان إميل ميخائيل طوباسي | 13 أبريل 2010  | 17 سبتمبر 2013 |                       |
| 3     | ربيح مصطفى توفيق الخندقجي | 17 سبتمبر 2013 | 7 يوليو 2017   | تُوفي أثناء شغل المنصب |
|       | أحمد الأسعد               | 7 يوليو 2017   | 2018           | مُسير أعمال            |
| 4     | يونس إبراهيم فايز العاص   | 13 سبتمبر 2018 | 10 أغسطس 2023  |                       |
|       | أحمد الأسعد (Q124801122)  | 10 أغسطس 2023  | 9 مارس 2024    | مُسير أعمال            |
| 5     | أحمد الأسعد (Q124801122)  | 9 مارس 2024    | لا يزال        |                       |

## ابرز الَمعالِم في محافظة طوباس
خربة ام القباء: كانت مليئة بالسّكان الذين اعتمدوا الزراعة والرعيّ في عيشهم، حتى بداية السبعينيات من هذا القرن. 
ينابيع الفارعة: وهي عيون مياه قديمة، تزوّدت منها محافظة نابلس.
تل الفارعة: هو تل من العهد البيزنطي والكنعانيّ القديم. ومُخطّط تحويله الى حديقة اثريّة وطنيّة مفتوحة للزيارة.
الطّواحين: استعملت لطحن الحبوب قديما، ويُنسب اسم كل طاحونة الى قرية مختلفة.
برج الفارعة: استخدِم لرصد الحركات العسكريّة والتجاريّة في الفترة البيزنطيّة والكنعانيّة قديمًا.
خربة عاطوف: هي خربة من الزمن الرّوماني القديم. تميّزت بكثرة المغارات والابار القديمة. وتحوّلت الخربة الى  قرية في عهد السّلطة الوطنيّة. 